# Radmerbach (Salza)
Der Radmerbach ist ein rechter Zufluss der Salza bei Weichselboden, Stadtgemeinde Mariazell, Bezirk Bruck-Mürzzuschlag, Steiermark.

## Name
Das Gewässer wird 1310 als „Radme(a)r, nider bei der Salzach“  erstmals schriftlich erwähnt. Der Name leitet sich von einem slawischen Personennamen *Radomirъ ab.

## Verlauf
Der Radmerbach entspringt nordwestlich des Jagdhauskogels auf ca. 1240 m.ü.A., fließt in den Nappenbach, wobei dieser an der Mündung in den Schallenbach wieder zu dem Radmerbach wird, und mündet in die Salza bei Weichselboden.
Im Unterlauf befindet sich linksseitig, etwa 800 m vor der Mündung in die Salza, die Pirknerquelle. Diese wurde 1968–1970 gefasst, um das Wasser in die II. Wiener Hochquellenleitung einzuspeisen.

## Hydrologie
Der mittlere Abfluss am Pegel Weichselboden, 640 m oberhalb der Mündung, beträgt 2,03 m³/s, was einer Abflussspende von 37,5 l/(s·km²) entspricht. Der Radmerbach weist ein sommerstarkes nivo-pluviales Abflussregime auf. Das mittlere Monatsmittel des Abflusses ist im wasserreichsten Monat April mit 4,28 m³/s rund 5 Mal höher als im wasserärmsten Monat Februar mit 0,84 m³/s.